# Cannonball (canção de Lea Michele)
"Cannonball" é uma canção gravada pela atriz e cantora estadunidense Lea Michele para seu álbum de estreia,  Louder. A faixa foi lançada como single carro-chefe do disco pela Columbia Records no dia 10 de dezembro de 2013, no iTunes e na programação da rádio Elvis Duran and the Morning Show em 16 de dezembro de 2013. Derivada da música pop, foi escrita pela cantora Sia, sendo produzida por Stargate e Benny Blanco.
A canção, obteve críticas mistas para positivas da crítica especializada, que elogiou os vocais de Michele e a letra da canção, considerada instantaneamente memorável. Comercialmente, a faixa obteve um desempenho moderado, atingindo a 75° colocação nos Estados Unidos, 49° no Canadá, 45° na Austrália e 56° no Reino Unido.

## Divulgação
Para divulgar a música, Michele realizou performances nos programas televisivos The Ellen DeGeneres Show, Late Night with Jimmy Fallon e  The X Factor (Estados Unidos)

## Videoclipes
Uma outra forma de divulgação foi o lançamento de um videoclipe para a canção, que foi dirigido por Robert Hales e cujas gravações ocorreram em duas ocasiões em 17 de novembro e 16 de dezembro de 2013. O videoclipe foi disponibilizado nos canais VEVO e YouTube de Michele em 9 de janeiro de 2014. Outra versão do videoclipe foi lançado em 15 de abril de 2014, o "Cannonball (In Studio Performance)", mostrando Lea Michele cantando no estúdio junto com as back vocals.

## Lista de faixas
| Download digital |              |         |  |
| N.º              | Título       | Duração |  |
| 1.               | "Cannonball" | 3:35    |  |

| DVD single |                               |         |  |
| N.º        | Título                        | Duração |  |
| 1.         | "Cannonball"                  |         |  |
| 2.         | "Cannonball" (Live in Studio) |         |  |

## Desempenho comercial

### Posições
| País – Parada musical (2014)                  | Melhor posição |
| --------------------------------------------- | -------------- |
| Austrália (ARIA)                              | 45             |
| Bélgica (Ultratip Bubbling Under de Flandres) | 7              |
| Bélgica (Ultratip Bubbling Under da Valônia)  | 11             |
| Canadá (Canadian Hot 100)                     | 49             |
| Espanha (PROMUSICAE)                          | 32             |
| Estados Unidos (Billboard Hot 100)            | 75             |
| Estados Unidos (Billboard Dance Club Songs)   | 18             |
| França (SNEP)                                 | 48             |
| Irlanda (IRMA)                                | 80             |
| Japão (Japan Hot 100)                         | 82             |
| Reino Unido (UK Singles Chart)                | 56             |

## Histórico de lançamento
| País           | Data                   | Gravadora | Formato          |
| -------------- | ---------------------- | --------- | ---------------- |
| Estados Unidos | 10 de dezembro de 2013 | Columbia  | Download digital |
| Reino Unido    | 9 de março de 2014     | Columbia  | Download digital |